# San Miguel la Toma
San Miguel la Toma är en ort i Mexiko.   Den ligger i kommunen Chietla och delstaten Puebla, i den sydöstra delen av landet, 120 km sydost om huvudstaden Mexico City. San Miguel la Toma ligger 1 128 meter över havet och antalet invånare är 852.
Terrängen runt San Miguel la Toma är varierad. Runt San Miguel la Toma är det ganska glesbefolkat, med 28 invånare per kvadratkilometer. Närmaste större samhälle är Izúcar de Matamoros, 14,7 km nordost om San Miguel la Toma. I omgivningarna runt San Miguel la Toma växer huvudsakligen savannskog.